# كارل د. تومسون
كارل د. تومسون (بالإنجليزية: Carl D. Thompson)‏ هو سياسي أمريكي، ولد في 1870، وتوفي في 1949. حزبياً، نشط في Social Democratic Party of America ‏. وقد انتخب عضو جمعية ولاية ويسكونسن.